# 방글라데시 공군
방글라데시 공군(벵골어: বাংলাদেশ বিমান বাহিনী)은 방글라데시군의 항공전 부서이다. 공군은 방글라데시 육군과 방글라데시 해군에 대한 항공 지원뿐만 아니라 방글라데시의 주권 영토에 대한 방공을 주로 담당한다. 게다가, 방글라데시 공군은 국가에 전술적이고 전략적인 항공 수송과 물류 능력을 제공하는 영토 역할을 한다.
공군은 1971년 9월 28일, 창설된 이래 창설된 방글라데시 독립 전쟁부터 유엔 평화유지군 임무 등 국제사회의 노력을 지원하기까지 다양한 전투 및 인도주의적 작전에 참여해 왔다. 킬로 플라이트 작전은 방글라데시 독립 전쟁 당시 방글라데시 공군이 수행한 유명한 작전이다.

## 역사

### 독립 이후

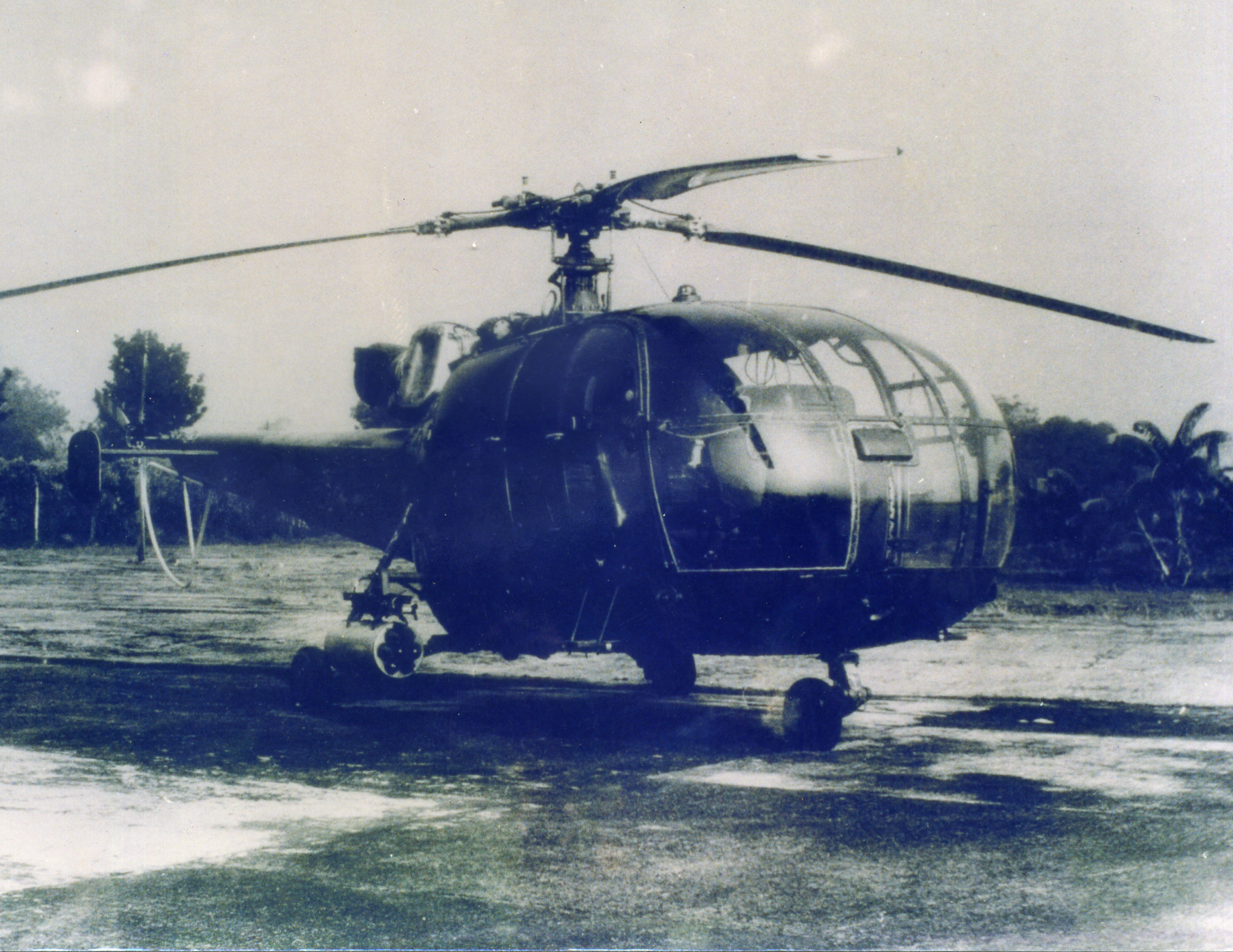
알루에트 III는 방글라데시 독립 전쟁 당시 공군이 사용한 최초의 헬리콥터이다.

독립 후, 1972년 11월부터 12월까지 방글라데시 공군은 소련으로부터 상당한 기부를 받았다. 전달된 항공기 중에는 10대의 1인승 미코얀-구레비치 MiG-21MF, 2대의 2인승 미코얀-구레비치 MiG-21UM, 12대의 밀 Mi-8 유틸리티 헬리콥터가 있었다. 이후 중국도 일부 장비를 공급했다.
인도가 기증한 킬로 플라이트 항공기를 제외하고, 독립 전쟁 중 인도 공군의 활주로 분화로 다카에 착륙한 대부분의 파키스탄 공군 항공기는 항복하기 전에 파괴되었다. 이들 중 4대의 캐나다 왕립 공군 사브르도 1972년 방글라데시 지상 기술자들에 의해 서비스에 복귀되었다. 1971년 이전의 파키스탄 공군에는 많은 벵골인 조종사, 항공 교통 관제사, 기술자 및 행정 장교가 있었으며, 1971년 파키스탄 공군의 일반 벵골인 대표는 인구(50%)보다 훨씬 낮았지만, 육군의 6%보다 훨씬 높은 25,000명 중 약 15%(장교 군단의 경우 18%)였다. 이들 중 다수는 방글라데시 독립 전쟁 동안 두각을 나타냈으며, 초기 방글라데시 공군에 많은 훈련을 받은 인력을 제공하였다. 1973년 심라 협정 이후 약 2000명의 공군 인력이 파키스탄에서 송환되면서 성장하였다.

### 코로나19 범유행 작전
방글라데시 공군은 코로나19 범유행 기간 동안 매우 활동적이었다. 방글라데시 공군은 많은 중요한 코로나19 환자들에게 헬리콥터로 응급 메디백을 제공했다. 방글라데시 공군은 또한 이민자들과 이주 노동자들을 대피시켰고, 그들의 C-130B와 C-130J 화물 항공기로 국내외 구호 물자 수 톤을 공수했다.

### 유엔 임무 전개
장교와 항공병을 포함한 600명 이상의 방글라데시 공군 인력과 10대의 방글라데시 공군 헬기가 현재 다양한 유엔 임무에 배치되어 있다. 또 다른 C-130 수송기는 아프리카의 유엔 임무를 지원하고 있다. 방글라데시는 C-130 항공기와 인력의 배치로 유엔 평화유지군 임무에서 가장 큰 기여를 한 국가가 되었다.

## 같이 보기
- 방글라데시 육군
- 방글라데시 해군